# Tim Russ
Tim Russ, właściwie Timothy Darrell Russ (ur. 22 czerwca 1956 w Waszyngtonie) – amerykański aktor, reżyser, scenarzysta i muzyk.
Odtwórca roli komandora podporucznika Tuvoka w serialu Star Trek: Voyager (1995–2001). Wystąpił również gościnnie w Star Trek: Deep Space Nine (1993, 1995), w jednym odcinku Star Trek: Następne pokolenie (1993) jako czarny charakter Devor, a także w roli dyrektora Teda Franklina w sitcomie iCarly (2007–2012).

## Życiorys
Urodził się w Waszyngtonie w Dystrykcie Kolumbii jako syn Josephine, która pracowała w służbie cywilnej, i Walta Russa, oficera United States Air Force. Ze względu na charakter pracy ojca dzieciństwo częściowo spędził w Turcji, gdzie uczęszczał do Izmir High School. W 1974 ukończył Rome Academy w Rome w Nowym Jorku. Ukończył studia na wydziale sztuki teatralnej Uniwersytetu św. Edwarda w Austin. Uczęszczał również do szkoły podyplomowej na Illinois State University w Normal w Illinois.
Występował na scenie jako Marty w musicalu Dream Girls w Shubert Theatre w Los Angeles, Jak wam się podoba na Illinois Shakespeare Festival w Normal, Wieczór Trzech Króli na Illinois Shakespeare Festival, Barabasz w Los Angeles Theatre Center, Mieszkaniec jaskini w Austin i Romeo i Julia w Mary Tyler Moore Studios. Po gościnnym występie w serialu Detektyw Hunter (1985), zadebiutował w roli bluesmana Roberta Johnsona w dramacie muzycznym Waltera Hilla Na rozdrożu (1986).